# David Hilchen
David Hilchen, född 1561 i Riga, död 4 juni 1610 på Orisan, var en svensk ämbetsman.

## Biografi
David Hilchen föddes 1561 i Riga. Han var son till åldermannen Tomas Hilchen och Catharina Kalb i Riga. Hilchen studerade i Heidelberg och Ingolstadt. Vid hemkomsten blev han sekreterare i rådet i Riga och 1590 syndikus i staden. Hilchen adlades 2 januari 1591 av kung Sigismund i Polen. Han blev därefter kungliga polsk sekreterare och notarie i Wendiska lanträtten. Hilchen avled 1610 på Orisan och begravdes i Riga.

### Egendom
Hilchen ägde Westerrotten i Neuermühlens socken, Kipsala i Kremons socken, Hilchensfer, Hilchensholm, Broesemoise i Burnecks socken och Panap i Kambi socken.

### Familj
Hilchen var gift med Catharina Krumhausen, styvdotter till borgmästaren Frans Neüstedt i Riga. De fick tillsammans sonen Frans Hilchen (död 1632).